# Ugiodes vagulalis
Ugiodes vagulalis là một loài bướm đêm trong họ Noctuidae.